# Josef Vyvlečka
Josef Vyvlečka (15. srpna 1861, Štípa – 8. ledna 1942, Olomouc) byl katolický kněz, umělecký historik, numismatik a archeolog.

## Životopis
Na kněze byl vysvěcen v roce 1883, roku 1925 byl jmenován papežským prelátem, v roce 1933 se stal sídelním kanovníkem olomoucké metropolitní kapituly. Zabýval se církevními a uměleckými dějinami, archeologií a sběratelskou činností. Dlouhá léta byl členem Arcidiecésní rady pro ochranu uměleckých památek a starožitností, členem a funkcionářem „Vlasteneckého spolku muzejního“ v Olomouci a vedoucí jeho numismatické sekce (do roku 1918). Byl ve svém oboru také literárně činný a publikoval řadu článků v Časopisu vlasteneckého spolku musejního v Olomouci a v Našinci.

## Dílo
- Vyvlečka Josef, Příspěvky k dějinám kostela Panny Marie Sněžné v Olomouci, Olomouc 1917.